# 데이브 밴크로프트
데이비드 제임스 밴크로프트(영어: David James Bancroft, 1891년 4월 20일~1972년 10월 9일)는 미국의 프로 야구 선수이자 감독으로, 선수 시절 포지션은 유격수였다. 1915년부터 1930년까지 메이저 리그 베이스볼(MLB)의 필라델피아 필리스, 뉴욕 자이언츠, 보스턴 브레이브스, 브루클린 로빈스에서 선수로 뛰었다.
아이오와주 수시티에서 출생했으며, 1909년부터 1914년까지 마이너 리그 베이스볼에서 뛰다가 필라델피아 필리스로 팔렸다. 1920년 시즌 중 뉴욕 자이언츠가 밴크로프트를 트레이드로 영입했고, 1923년까지 그곳에서 뛰었다. 이듬해부터 4년간 보스턴 브레이브스의 선수 겸 감독을 맡았다. 브레이브스 감독직에서 경질된 이후에 브루클린 로빈스에서 2시즌을 뛰고 다음해 자이언츠를 마지막으로 선수 경력을 마무리했다. 이후 자이언츠의 코치를 맡았다가 여러 마이너 리그 팀과 올아메리칸 걸스 프로페셔널 베이스볼 리그 팀의 감독을 맡았다.
1921년과 1922년 당시 자이언츠 선수단의 일원으로서 월드 시리즈 우승을 경험했다. 또한 1915년과 1923년에는 내셔널 리그(NL)의 페넌트 우승을 경험했다. 수비력이 뛰어난 유격수이자 영리한 야구 선수로 평가를 받았던 밴크로프트는 1971년에 베테랑 위원회의 선정으로 미국 야구 명예의 전당에 헌액되었다. 하지만 위원회 구성원에 과거 팀 동료들이 포함되어 있어 선정에 친분과 관련이 있다는 비판도 있었다.

## 어린 시절
1891년 4월 20일, 데이브 밴크로프트는 엘라(결혼 전 성 기어하트(Gearhart))와 프랭크(Frank) 밴크로프트 사이의 세 자녀 중 막내로 태어났다. 아버지 프랭크는 밀워키 철도에서 신문판매원으로 근무했다. 데이브는 홉킨스 초등학교와 수시티 고등학교를 다녔다.

## 선수 경력

### 커리어 초반
밴크로프트는 고등학교 3학년이 지난 여름, 18세의 나이로 1909년에 클래스 D 미네소타 위스콘신 리그의 덜루스 화이트삭스에서 프로 경력을 시작했다. 이 팀에서 그해 111경기에 출전해 타율 .210, 수비율 .917를 기록하면서 준수한 성적을 거두지는 못했지만, 긍정적인 평가를 받았다. 그해 시즌 중반 슈피리어 블루스가 밴크로프트를 영입했고, 밴크로프트는 1911년까지 이곳에서 뛰었다. 1911년 시즌에는 .273의 타율에 41도루를 기록했으며, 소속팀 블루스는 리그 우승을 차지했다.
1912년 시즌을 앞두고 클래스 AA 퍼시픽 코스트 리그(PCL)의 포틀랜드 비버스가 밴크로프트를 영입했다. 밴크로프트는 1912년 타율 .207를 기록하며 다음해 클래스 B 노스웨스턴 리그의 포틀랜드 콜츠로 강등되었다. 1913년 콜츠에서 타율 .244를 기록한 뒤 이듬해 다시 비버스로 승격되었으며, 그해 타율 .271를 기록하며 소속팀을 리그 우승으로 이끌며 과거 비버스의 스타 유격수 로저 페킨포와 비견되기도 했다. 비버스 시절 밴크로프트는 타격 시에 상대 타자의 투구를 보고 "아름답다"고 외쳤던 버릇 덕분에 '뷰티'(Beauty)라는 별명을 얻었다.

### 메이저 리그

#### 필라델피아 필리스
1915년 시즌 전에 필라델피아 필리스는 포틀랜드로부터 5,000달러(오늘날 화폐 가치로 127,911달러)에 밴크로프트를 사들였다. 당시 포틀랜드 감독은 밴크로프트가 필리스에서 오래 버틸 수 없을 것이라고 말한 것으로 알려졌다. 밴크로프트는 신인 시즌 볼넷 77개로 이 부문 팀 동료 개비 크라바스에 이어 NL 2위, 85득점으로 이 부문 NL 3위, 7홈런으로 이 부문 프레드 루더러스와 함께 이 부문 NL 6위에 올랐다. 양쪽 타석에서 힘 있는 타격 능력을 보여주면서, 《피츠버그 프레스》에서는 그를 두고 "제2의 호너스 와그너"로 발전해가고 있다고 평가하기도 했다. 필라델피아 필리스는 1915년 구단 역사상 최초로 내셔널 리그 페넌트 우승을 차지했으나, 1915년 월드 시리즈에서 보스턴 레드삭스에게 패해 준우승에 만족해야 했다. 월드 시리즈 1차전에서 밴크로프트는 내야 안타를 쳐내 필리스가 결승 득점을 올리는 발판을 마련하며 소속팀의 승리에 기여했다. 필리스 타선은 시리즈 타율 .182를 기록하며 무기력했지만, 밴크로프트는 타율을 .294를 기록하며 분전했다.

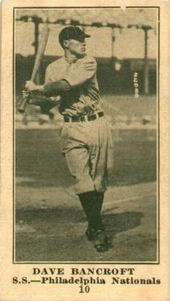
1916년 야구 카드에 담긴 밴크로프트의 모습

1916년 필라델피아 필리스 타순에서 밴크로프트는 3번 타자를 맡았다. 하지만 자신이 기록한 시즌 타율 중 가장 낮은 수치인 .212를 기록하며 고전했다. 타격에는 어려움이 있었지만 준수한 수비력을 보여주었고, 시즌 막바지에 당한 부상은 소속팀 필리스의 플레이에도 영향을 끼쳤다.
1919년 필리스의 감독이 된 크라바스와 밴크로프트는 불화를 겪었다. 1919년 시즌이 시작되기 전, 밴크로프트는 신시내티 레즈로의 트레이드를 요청했으나, 요청은 받아들여지지 않았다. 존 맥그로 뉴욕 자이언츠 감독은 밴크로프트의 영리하고 강인한 플레이 스타일 때문에 그를 원했다. 이로 인해 뉴욕 자이언츠는 1920년 6월 7일 밴크로프트를 받는 대신에 아트 플레처와 빌 허벨, 10만 달러(오늘날 화폐 가치로 1,291,860달러)을 필리스로 보내는 트레이드를 단행했다.

#### 뉴욕 자이언츠
뉴욕 자이언츠에서 밴크로프트는 자신의 실력을 유감 없이 발휘했다. 1920년 시즌 102득점을 기록하며 자이언츠 팀 동료 조지 번스의 뒤를 이어 이 부문 NL 2위에 올랐다. 1921년 6월 1일, 친정 팀 필리스와의 경기에서는 사이클링 히트를 달성했다. 1921년 시즌 153경기에 출전하며 로저스 혼즈비의 뒤를 이어 다른 4명의 선수와 함께 시즌 출전 경기 수 NL 2위에 올랐다. 그 이오에도 121득점으로 이 부문 혼즈비의 뒤를 이어 팀 동료 프랭키 프리시와 함께 NL 2위, 193안타로 NL 8위, 출루율 .389로 NL 9위에 이름을 올렸다. 하지만 1921년 월드 시리즈에서는 .152의 타율로 부진했는데, 소속팀 자이언츠는 뉴욕 양키스를 상대로 8차전까지 가는 승부 끝에 우승을 차지했다.
1922년, 밴크로프트는 시즌 전 경기인 156경기에 모두 출전하는 기록을 세웠다. 117득점으로 잭 스미스와 함께 NL 3위, 209안타로 NL 3위, 79볼넷으로 밥 오패럴과 함께 NL 2위에 올랐다. 타율 .321로 타율 커리어 하이를 기록했다. 또한 실책을 제외한 948번의 수비 기회를 기록하며 단일 시즌 유격수 메이저 리그 최다 기록을 세웠다. 소속팀 뉴욕 자이언츠는 1922년 월드 시리즈에서 뉴욕 양키스를 스윕하며 정상에 올랐지만, 밴크로프트는 시리즈 타율 .211로 월드 시리즈에서의 부진을 떨치지 못했다.

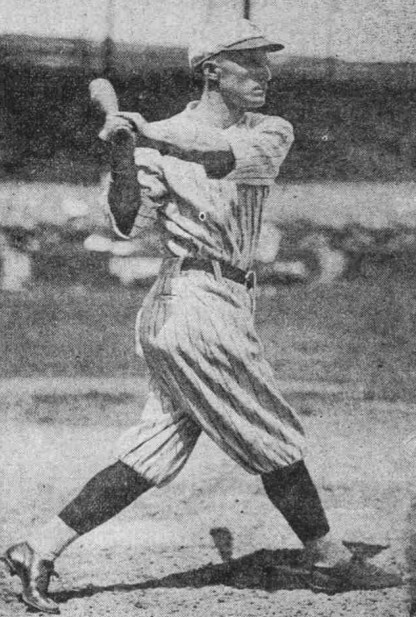
1920년의 밴크로프트

1923년 시즌 팀의 주장을 맡은 밴크로프트는 다리 부상을 겪기 시작했다. 또한 시즌 중 폐렴 증세로 입원하기도 했다. 포스트시즌에 복귀했으나 1923년 월드 시리즈에서 타율 .091의 빈타에 시달렸고, 시리즈는 6차전 승부 끝에 뉴욕 양키스가 우승을 차지했다.

#### 보스턴 브레이브스
상대적으로 어린 트래비스 잭슨이 밴크로프트가 맡고 있던 자이언츠의 유격수 자리를 이을 준비가 되었고 밴크로프트 본인은 감독직에 대한 욕심이 있었기에, 1923년 시즌 후 맥그로 감독은 밴크로프트를 비롯해 빌 커닝햄과 케이시 스텡걸을 보스턴 브레이브스로 보내고 조 외슈거와 빌리 사우스워스를 받는 트레이드를 진행했다. 또한 맥그로 감독은 이 트레이드를 통해 과거 스타 선수이자 현재는 브레이브스 단장을 맡고 있던 크리스티 매슈슨을 돕고자 하는 마음도 있었다.
밴크로프트는 1924년부터 1927년까지 3시즌 동안 보스턴 브레이브스에서 선수 겸 감독을 맡았으며, 당시 내셔널 리그에서 가장 나이가 어린 감독이었다. 1924년 시즌 중에는 충수염으로 인해 잠시 자리를 비우기도 했다. 브레이브스에서의 첫해를 NL 최하위로 마무리한 후, 밴크로프트는 1925년 시즌을 위해 선수단을 대대적으로 개편했다. 하지만 루브 마쿼드와 조 진위치의 공백 등으로 인해 브레이브스는 시즌 5위에 머물렀다. 밴크로프트는 내야수로서는 좋은 활약을 보여주지 못했던 밥 스미스에게 투수 전향을 제안했고, 스미스는 투수로 자리잡으면서 브레이브스의 선발 로테이션에도 도움이 되었다. 1926년 시즌을 앞두고 브레이브스의 타선은 충분한 공격력을 보여주지 못했지만, 투수진과 수비력으로 리그 경쟁에 뛰어들고자 했다. 결과적으로 브레이브스는 1926년과 1927년 모두 7위를 기록했다.

#### 브루클린 로빈스와 자이언츠로의 복귀
브레이브스를 강팀으로 만들지 못한 밴크로프트는 1927년 시즌 후 팀으로부터 방출을 요청했고, 방출된 날 브루클린 로빈스와 계약을 맺었다. 더 이상 감독을 맡으면서 오는 스트레스를 받지 않게 되어 기쁘다고 말한 밴크로프트는 1928년과 1929년 2년간 로빈스의 유니폼을 입고 경기를 뛰었다. 로빈스에서 뛰면서 당시 팀을 이끌고 있던 윌버트 로빈슨 감독의 뒤를 이을 후보로 여겨지기도 했다.
1929년 시즌 후 로빈슨은 밴크로프트를 방출했으며, 밴크로프트는 뉴욕 자이언츠로 돌아와 맥그로 감독 휘하에서 조감독과 코치를 맡았다. 1930년 시즌이 선수로서 메이저 리그 마지막 해였다. 이후 팀에는 계속 코치로 남으면서 맥그로 감독이 질병으로 팀을 이끌지 못할 때 그 자리를 메우기도 했다. 1930년 시즌 후에는 쿠바에서 시범 경기를 치르는 메이저 리그 선수로 구성된 팀을 이끌었다. 1932년 시즌을 마지막으로 맥그로 감독이 은퇴하자, 자이언츠 구단은 빌 테리를 선수 겸 감독으로 임명했다. 자신 대신에 테리가 감독으로 선택받은 사실에 놀라고 실망한 밴크로프트는 팀을 떠났다.

### 이후의 경력
밴크로프트는 선수로서 은퇴한 후 여러 마이너 리그 베이스볼 팀의 감독을 역임했다. 1933년에 클래스 AA 아메리칸 어소시에이션의 미니애폴리스 밀러스의 감독을 맡았다. 밀러스가 리그 우승을 다투는 플레이오프에 진출했음에도 불구하고, 구단 측이 비용 절감을 위해 선수 겸 감독을 물색하면서 다음해까지 감독직을 유지하지 못했다.
1933년 시즌 후 밴크로프트는 신시내티 레즈의 감독 자리에 지원했는데, 레즈 구단은 오패럴을 감독으로 선택했다. 1936년에는 클래스 A 웨스턴 리그의 수시티 카우보이스의 감독을 맡았고, 수시티에서 한 경기 선수로 출전하기도 했다. 1947년에는 클래스 C 노던 리그의 세인트클라우드 록스의 감독을 맡았다. 올아메리칸 걸스 프로페셔널 베이스볼 리그에서도 몸담으며 1948년에 시카고 콜린스, 1949년과 1950년에 사우스벤드 블루삭스의 감독을 각각 역임했다.

## 평가

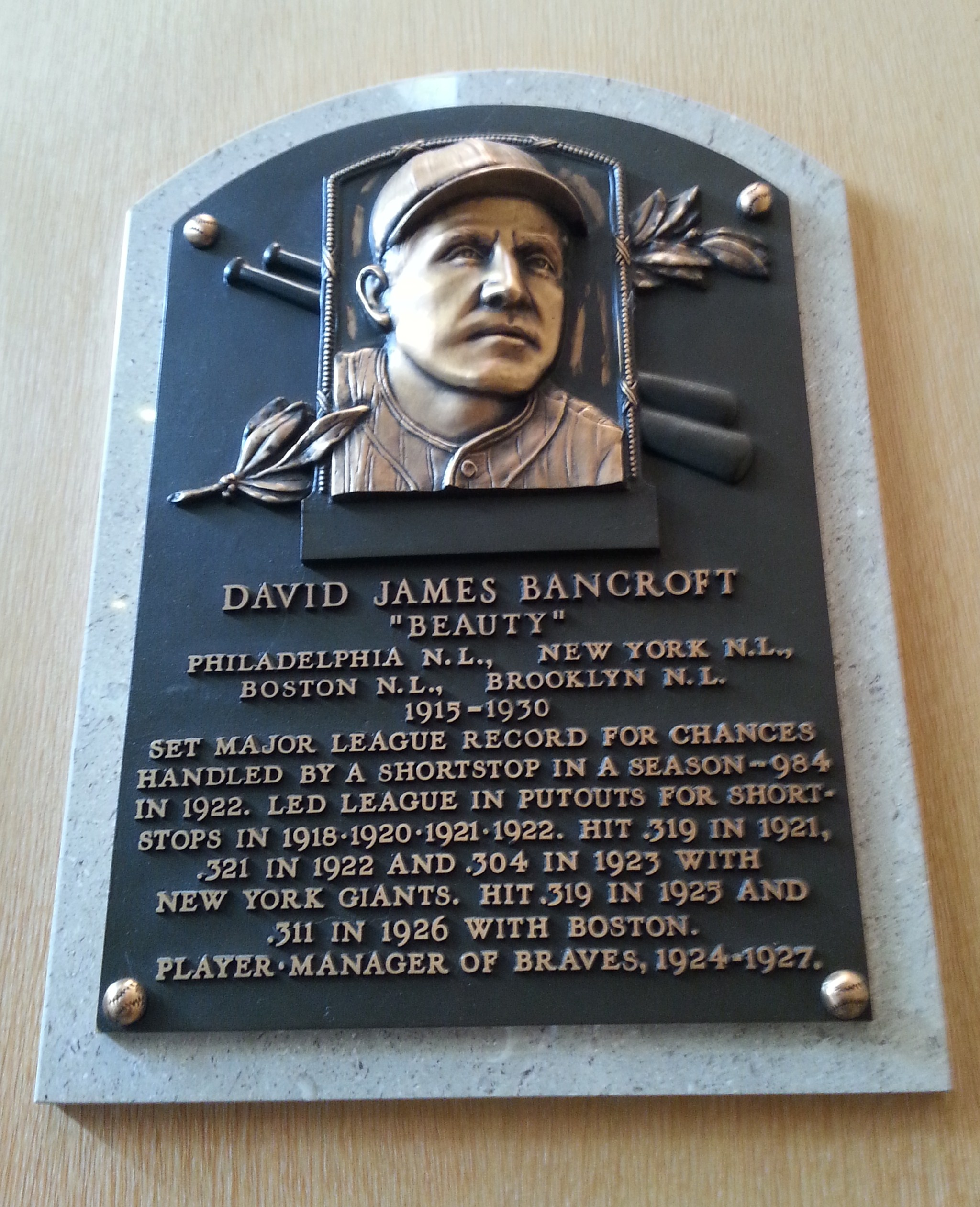
미국 야구 명예의 전당에 설치되어 있는 밴크로프트의 동판

필라델피아 시절 팀 동료였던 그로버 클리블랜드 알렉산더와 뉴욕 시절 코치였던 휴이 제닝스는 밴크로프트를 두고 메이저 리그 최고의 유격수 중 한 명이라고 평가했다. 스포츠기자 프랭크 그레이엄은 밴크로프트를 두고 "자이언츠가 보유했던 역대 최고의 유격수이자 역사상 가장 위대한 유격수 중 한 명"으로 꼽았다. 밴크로프트는 현재에도 야구 역사상 가장 뛰어난 수비수 중 한 명으로 평가받고 있으며, 역대 가장 빠른 유격수 중 한 명으로도 꼽혔다. 유격수 포지션에서 뛰어난 수비를 보여준 다른 선수들과 비교했을 때 밴크로프트는 공격력에서도 주목을 받은 선수였다.
"밴크로프트는 야구 역사상 가장 위대한 유격수 중 한 명입니다. 좌우 타석을 가리지 않고 잘 치며, 강한 팔을 갖고 있으며, 좋은 타자입니다. 게다가 꽤나 빠른 발을 갖고 있습니다. 밴크로프트에게 있어 가장 좋은 점은 그가 생각할 수 있다는 점입니다. 그는 두뇌를 사용하고, 기계적으로 플레이하는 것 이상을 합니다. 배니(Banny)와 같은 선수가 유격수로 있다는 것은 소속팀에게 매우 중요한 의미를 가집니다."
미국야구기자협회(BBWAA)의 투표로 미국 야구 명예의 전당에 헌액되는 데 실패한 밴크로프트는 1971년 베테랑 위원회를 통해 비로소 명예의 전당에 입성했다. 선수 시절 자이언츠 소속이었던 테리와 프리시는 1967년 베테랑 위원회에 합류한 후 과거 팀 동료의 명예의 전당 입성에 영향을 끼쳤다. 이들은 1970년의 제시 헤인스, 1971년의 밴크로프트와 칙 헤이피, 1972년의 로스 영스, 1973년의 조지 켈리, 1974년의 짐 보텀리, 1976년의 프레디 린드스트롬의 선정을 주도했다. 밴크로프트를 비롯해 테리와 프리시가 선택한 다른 선수들은 역대 명예의 전당 헌액자들과 비교했을 때 상대적으로 자격이 부족하다는 평가를 받아왔다. BBWAA에 따르면 베테랑 위원회는 헌액자 선정에 있어 충분한 숙고 과정이 부족했다고 한다. 또한 베테랑 위원회 구성원과 친분 관계가 있는 선수들이 뽑혔다는 비판도 제기되었다. 이러한 이유로 인해 베테랑 위원회가 갖는 권한이 이후 축소되었다.
베테랑 위원회의 선정에 따라 명예의 전당에 헌액된 선수들에 대한 비판에도 불구하고, 밴크로프트는 세이버메트릭스 기록 측면에서 좋은 평가를 받고 있다. 밴크로프트는 Baseball-Reference.com 기준 대체 선수 대비 승리 기여도(WAR)에서 1920년에 6.5로 NL 4위, 1921년(7.2)과 1922년(6.0)에 NL 3위에 올랐다. 또한 디모인 레지스터가 후원하는 아이오와주 스포츠 명예의 전당에도 헌액되어 있다.

## 사생활
밴크로프트는 마이너 리그에서 뛸 당시 에드나 해리엇 기진(Edna Harriet Gisin)과 결혼했다. 둘 사이에는 아이가 없었고, 여생을 위스콘신주 슈피리어에서 보냈다.
밴크로프트는 야구계에서 은퇴한 후 인터프로빈셜 파이프라인 컴퍼니에서 창고 관리자로 일했다. 1956년에 완전히 은퇴한 뒤 말년에는 사냥과 낚시를 즐겼다. 1972년 10월 9일, 밴크로프트는 슈피리어에 있는 한 병원에서 81세의 나이로 숨을 거뒀다.

## 더 읽어보기
- Strecker, Trey. “Dave Bancroft”. 《Society for American Baseball Research》 (영어).